# NGC 5089
NGC 5089 est une galaxie spirale barrée située dans la constellation des Chevelure de Bérénice. Sa vitesse par rapport au fond diffus cosmologique est de 2 388 ± 17 km/s, ce qui correspond à une distance de Hubble de 35,2 ± 2,5 Mpc (∼115 millions d'al). NGC 5089 a été découverte par l'astronome germano-britannique William Herschel en 1785.
NGC 5089 présente une large raie HI.
À ce jour, trois mesures non basées sur le décalage vers le rouge (redshift) donnent une distance de 44,267 ± 14,850 Mpc (∼144 millions d'al), ce qui est à l'intérieur des valeurs de la distance de Hubble. Notons cependant que c'est avec la valeur moyenne des mesures indépendantes, lorsqu'elles existent, que la base de données NASA/IPAC calcule le diamètre d'une galaxie et qu'en conséquence le diamètre de NGC 5089 pourrait être d'environ 21,5 kpc (∼70 100 al) si on utilisait la distance de Hubble pour le calculer.